# Pollinering

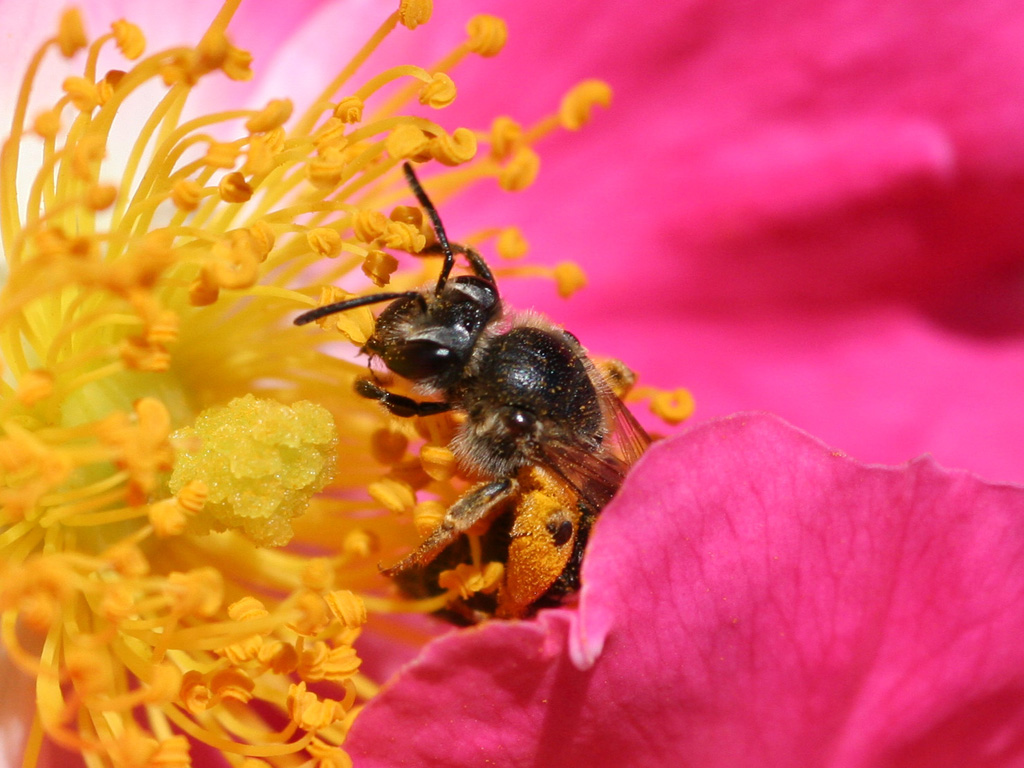
Ett solitärbi som samlar pollen på en ros.

Pollinering är ett system för sexuell befruktning som används av en majoritet av växtarterna som blommar och sätter frö, fanerogamer. Pollinering innebär överföringen av pollenkorn från ståndarna på en blomma till pistillens märke på en annan.Systemet är en sexuell fortplantning analogt med det hos djur. Det finns två huvudsakliga typer av pollinering; korspollinering och självpollinering. Pollineringen kan ske antingen abiotiskt eller biotiskt. Den abiotiska pollineringen sker med hjälp av icke levande vektorer som vind eller vatten. Den biotiska pollineringen sker med hjälp av organismer, så kallade pollinatörer, främst djur. Det finns olika djurgrupper som kan pollinera växter, de allra flesta är insekter, däribland bin, humlor, steklar, fjärilar och skalbaggar men även fladdermöss, fåglar och ödlor. När en pollinatör söker föda på blommor (i form av pollen och/eller nektar) överför pollinatören ibland pollen från växtens hanorgan, ståndarna, till honorganen, pistillen (via en s.k. pollenslang). De små pollenkornen hos växterna motsvarar djurens sädesceller.
Anledningen till att pollinatörer söker föda på blommor är att de flesta växter som pollineras av pollinatörer har utvecklat olika typer av belöningar till besökarna. De två vanligaste belöningarna är nektar och pollen, men i vissa fall förekommer oljor och fettrika utväxter. Många av dessa växter har också utvecklat stora och färgrika strukturer, till exempel kronblad, och dofter för att visa att här finns det en belöning att hämta. Ibland har kronbladen också mönster som vägleder djuret till de delar där belöningen och befruktningsmekanismen finns. Dessa mönster kan oftast bara uppfattas om man ser dem i ultraviolett ljus och är i vanligt ljus osynliga för oss människor. Men genom bins och andra insekters ögon syns detta som en färg som avviker från bakgrundens färg. 

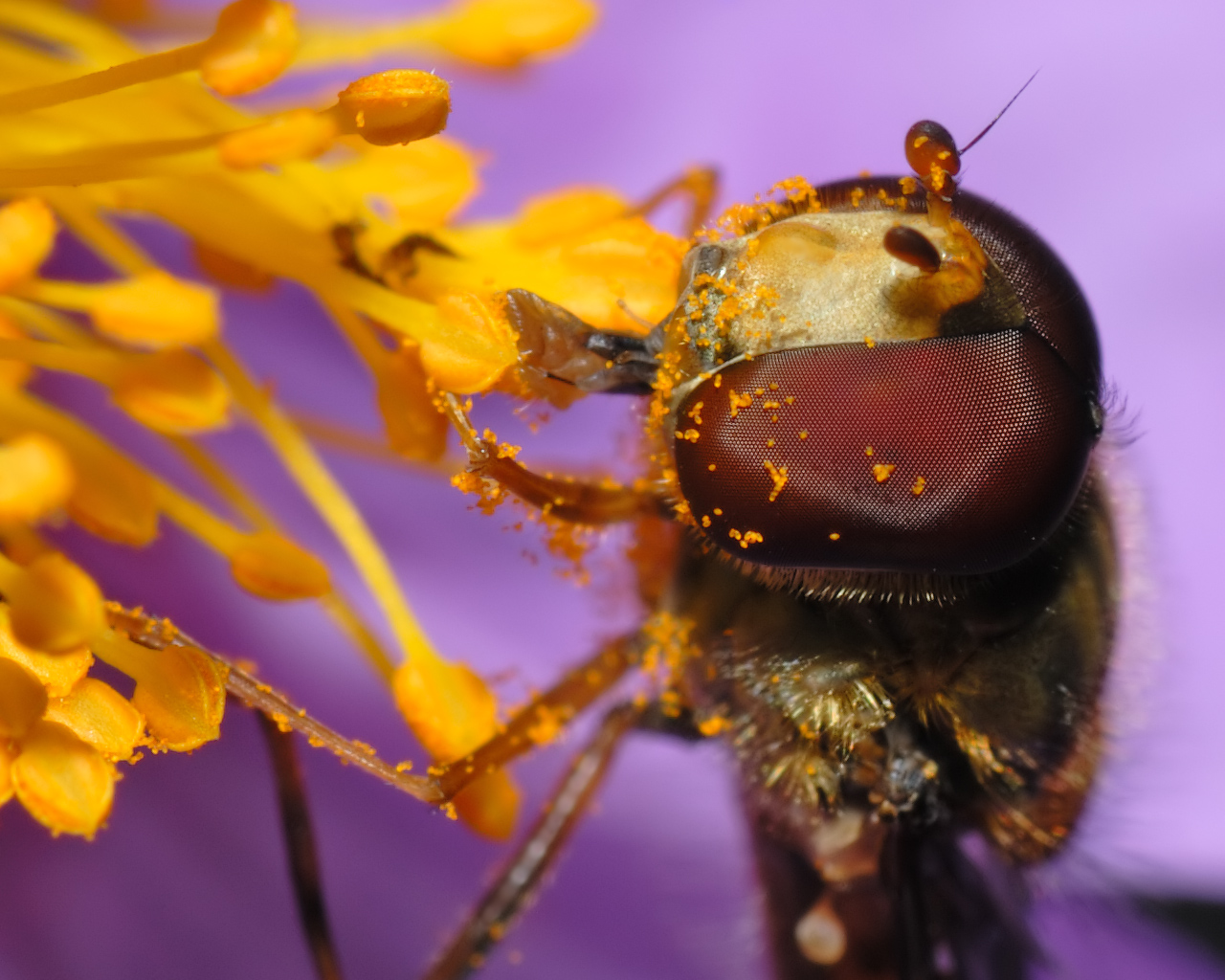
En blomfluga

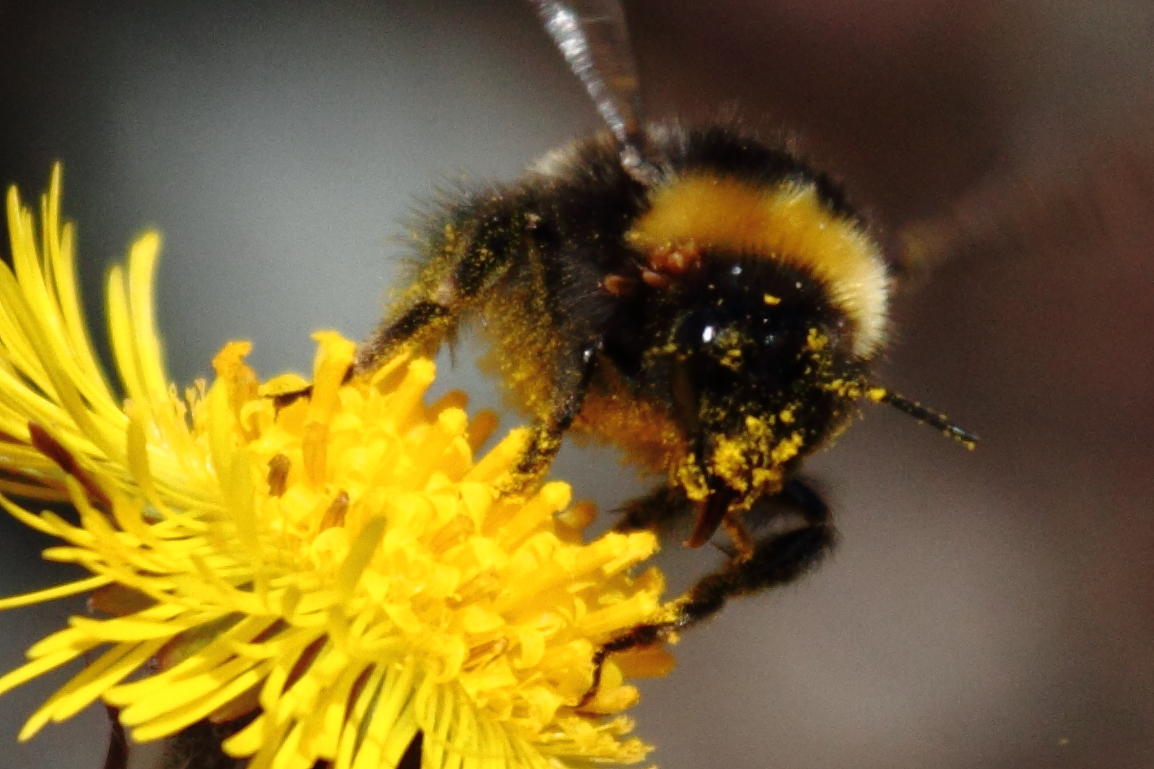
Humla full med pollen som den sprider mellan blommor.

Det finns växter som inte ger någon belöning till pollinatören utan lurar den att besöka blomman. En säregen variant förekommer hos flugblomster vars blomma liknar, och till och med doftar som, honor av vissa grävstekelarter, och därigenom lockar stekelhanar att försöka para sig med blomman. När stekelhanen efter ett tag upptäcker att det inte går att para sig med blomman flyger den vidare och kanske prövar med en ny falsk stekelhona på ett annat flugblomster.  Under parningsförsöket fastnar flugblomstrets pollinier på stekeln, denna pollensamling förs med lite tur vidare till en blomma på ett annat flugblomster. Det finns flera olika orkidéarter som använder sig av denna metod för att lura till sig hanar av insekter som tror blomman är en hona. Det finns orkidéer som använder sig av både grävsteklar, växtsteklar och vildbin.

## Pollinering av grödor
De flesta blomväxter är mer eller mindre beroende av pollinering. Detta gäller också flera av de grödor vi människor använder oss av. Det har uppskattats att ca 30 % av det vi äter är tack vare pollinerande insekter och andra djur.
Bin pollinerar globalt omkring 400 nyttogrödor. Dessutom blir jordbruket alltmer beroende av insekternas pollinering eftersom proportionen grödor som behöver just en sådan pollinering har ökat under senare år. Även om det mesta vi äter är vindpollinerade gräs som vete, majs och ris så kommer största delen av vitaminerna från grödor som är beroende av insektspollinering.

### Pollinering av äpplen
Äpple är en av de grödor som till stor del är beroende av insektspollinering för att sätta frukt. För att äpplen ska kunna sätta frukt bör äpplena ha helt olika s-gener (sterilitetsgener). Om äpplena har gemensamma s-gener blir fruktsamheten sämre. Om äpplena har identiska s-gener går det inte alls att pollinera. Ett nyplanterat äppelträd blommar sin första gång inom 1 till 7 år, det beroende av vilken äppelsort det är, och vilken grundstam som använts.
Bland de äpplen som kan nämnas som bästa pollenlämnare, kan bland andra följande nämnas:
- Antonovka
- Transparente blanche
- Säfstaholm
- Suislepper

## Handpollinering
Till följd av överanvändning av bekämpningsmedel har bin och humlor utrotats till den grad att bönder i vissa delar av Kina börjat handpollinera sina odlingar. Mellan 80 och 90 procent av alla sålda äpplen och päron i Kina uppges vara resultatet av handpollinering.